# Крёйц, Лоренц (старший)
Лоренц Крёйц (старший) (швед. Lorens Creutz den äldre, также Крейц, Кройц; 1615 — 1 июня 1676) — шведский барон, член риксрода, адмирал-генерал.

## Биография
Родился в 1615 году в семье Эрнста Ларссона Крёйца и Катарины Хесс фон Викдорф.
В молодости служил в Берг-коллегии. В 1649 году назначен ландсхёвдингом Або-бьёрнеборгского лена. С 1655 года — ландсхёвдинг Даларны, с 1658 — правительственный комиссар в захваченном у датчан Тронхейме, с 1660 — член риксрода. В 1654 году возведён в бароны.
С началом в 1675 году датско-шведской войны, несмотря на полное отсутствие каких-либо знаний о морском деле, назначен адмирал-генералом.
1 июня 1676 года, командуя шведским флотом, столкнулся возле острова Эланд с объединённым датско-голландским флотом. В ходе сражения приказал совершить манёвр, в результате которого его судно «Stora Kronan» опрокинулось. Одновременно с этим в крюйт-камере вспыхнул пожар. Корабль взлетел на воздух, похоронив вместе с собой командующего и ещё 800 человек.

## Источник
- (швед.) Nordisk familjebok. — B. 5. — Stockholm, 1906.
- (швед.) Svenskt biografiskt handlexikon. — Stockholm, 1906.